# Bodrum
Bodrum (turško: [ˈBodɾum] ) je okrožje in pristaniško mesto v provinci Muğla v jugozahodni egejski regiji Turčije. Nahaja se na južni obali polotoka Bodrum, na točki, ki nadzoruje vstop v Gökovski zaliv, in je hkrati središče istoimenskega okrožja. Mesto se je  v antiki imenovalo Halicarnassus v Kariji in je bilo znano kot lokacija Mavzoleja kralja Mavzola, enega od sedmih čudes antičnega sveta. Grad Bodrum, ki so ga v 15. stoletju zgradili vitezi križarskega reda, stoji na izpostavljeni lokaciji na vhodu v pristanišče in marino. Grad vključuje muzej podvodne arheologije in skozi vse leto gosti več kulturnih festivalov. V mestu je leta 2012 živelo 35.795 prebivalcev, glavna gospodarska dejavnost pa je turizem. Do grškega otoka Kos je iz Bodruma 50 minut vožnje z ladjo ali trajektom, pri čemer vsaj trije prevozniki opravljajo storitve večkrat na dan, redne linije pa so na voljo tudi do ostalih egejskih otokov.

## Zgodovina

### Antika
Halikarnas (starogrško Ἁλικαρνᾱσσός, latinizirano: Halikarnassós ali Ἀλικαρνασσός Alikarnassós; turško Halikarnas) je bilo starogrško mesto na mestu sodobnega Bodruma v Turčiji. Halicarnassus so ustanovili dorski Grki, številke na njegovih kovancih, na primer glava Meduze, Atene ali Pozejdona ali trident, podpirajo trditev, da sta matični mesti Troezen in Argos. Zdi se, da so prebivalci Anthesa, sina Pozejdona, sprejeli za svojega legendarnega ustanovitelja, kot je omenil Strabon, in so bili ponosni na naslov Antheadae. Karijsko ime za Halikarnasa je bilo v napisih začasno identificirano z Alosδkarnosδ.
V zgodnjem obdobju je bil Halikarnas član dorskega heksapolisa, ki je vključeval Kosa, Knida, Lindosa, Kameirosa in Ializ; vendar je bil izključen iz lige, ko je eden od njenih državljanov, Agasicles, domov odnesel nagradno statilo, ki ga je osvojil na triopskih igrah, namesto da bi jo po običaju namenil triopskemu Apolonu. V začetku 5. stoletja je bil Halikarnas pod nadzorom Artemisije I. Karijske (znane tudi kot Artemesia Halicarnassus), ki se je v bitki pri Salamini proslavila kot pomorski poveljnik. O Pisindalisu, njenem sinu in nasledniku, je malo znanega; toda Ligdam, tiran Halikarnasa, ki je za njim prevzel oblast, je razvpit, ker je usmrtil pesnika Panjasa in povzročil, da je Herodot, verjetno najbolj znani Halicarnaščan, zapustil svoje rodno mesto (ok. 457 pr. n. št.)
Mesto je kasneje padlo pod oblast Perzijcev. Pod Perzijci je bilo glavno mesto satrapije Karije, regije, ki je že dolgo tvorila njeno zaledje in njeno glavno pristanišče. Njegova strateška lega je zagotavljala, da je mesto uživalo precejšnjo avtonomijo. Arheološki dokazi iz obdobja, kot je nedavno odkriti napis Salmakis (Kaplankalesi), ki je danes v muzeju podvodne arheologije v Bodrumu, pričajo o posebnem ponosu, ki so ga razvili njegovi prebivalci.
Mavzol je od tod vladal Kariji, nominalno v imenu Perzijcev in v praksi neodvisno, večino svojega vladanja od 377 do 353 pr. n. št. Ko je umrl leta 353 pred našim štetjem, je Artemizija II. Karijska, ki je bila tako njegova sestra in njegova vdova, zaposlila starogrška arhitekta Satira in Pita in štiri kiparje Briaksa, Scopasa, Leochara in Timoteja, da so zgradili spomenik, kot tudi grobnico zanj. Beseda mavzolej izhaja iz zgradbe te grobnice. Bila je templju podobna zgradba, okrašena z reliefi in kipi na masivni podlagi. Danes so ostali le temelji in nekaj kosov skulptur; od teh jih je precej v britanskem muzeju. Kasneje po Aleksandrovi smrti je vladavina mesta prešla na Antigona I. (311 pr. n. št.), Lizimaha (po 301 pr. n. št.) in Ptolamejce (281–197 pr. n. št.) in je bilo kratko obdobje neodvisno kraljestvo, do 129 pr. n. št., ko je prišlo pod rimsko oblast. Niz potresov je uničil večino mesta, pa tudi veliki mavzolej, medtem ko so ponavljajoči se gusarski napadi iz Sredozemlja še bolj opustošili to območje. V času zgodnje krščanske bizantinske dobe, ko je bil Halikarnas pomembna škofija, je od cvetočega mesta Mavzola ostalo le malo. Leta 1404 našega štetja so krščanski vitezi sv. Janeza uporabili ruševine mavzoleja za gradnjo svojega gradu v Bodrumu (ki še danes obstaja in kjer lahko še vedno vidimo kamne, ki so bili nekoč čudo starodavnega sveta).

### Srednji vek
Križarski vitezi so prispeli leta 1402 in ostanke mavzoleja uporabili kot kamnolom za gradnjo še vedno impresivno stoječega Bodrumskega gradu ('Grad svetega Petra'), ki je dobro ohranjen primer pozno križarske arhitekture v vzhodnem Sredozemlju. Osmanski sultan Mehmed I. je po tem, ko je Timur Lenk uničil njihovo prejšnjo trdnjavo v İzmirju v notranjem zalivu, dovolil gradnjo  Vitezom gostoljublja ('Vitezi sv. Janeza'). Grad in njegovo mesto je postalo znano kot Petronium, od koder izhaja moderno ime Bodrum.
Leta 1522 je Sulejman Veličastni osvojil bazo križarskih vitezov na otoku Rodos. Kriźarski vitezi so se nato najprej za kratek čas preselili na Sicilijo in kasneje za stalno na Malto, grad Svetega Petra in Bodrum pa prepustili Osmanskemu cesarstvu.

### 20. stoletje
Bodrum je bil mirno mesto ribičev in potapljačev (nabiralcev spužv) do začetka 20. stoletja. Junija 1915 so med prvo svetovno vojno Turki pobili 18 grških krščanskih prebivalcev in eno deklico, staro 16 let.  Fatma Mansur je v svoji knjigi Bodrum poudarila, da je zaradi prisotnosti velike skupnosti dvojezičnih kretskih Turkov skupaj s pogoji proste trgovine in dostopa do otokov na južnem Dodekanezu mesto postalo manj provincialno. Dejstvo, da tradicionalno kmetijstvo na precej suhem polotoku ni bilo zelo koristno, je tudi preprečilo oblikovanje razreda velikih lastnikov zemljišč. Tudi Bodrum nima pomembne zgodovine političnega ali verskega ekstremizma. Prvo jedro intelektualcev se je začelo oblikovati po petdesetih letih 20. stoletja okoli pisatelja Cevata Kaakirja Kabaağaçlıja, ki je prvič prišel sem v izgnanstvu dve desetletji prej in ga je mesto očaralo do tega, da je prevzelo svoje ime Halikarnas Balıkçısı ('Ribič iz Halikarnasa').

## Podnebje
Bodrum ima vroče poletno sredozemsko podnebje (Csa po Köppenovi podnebni klasifikaciji ). Zimsko povprečje je približno 15 ° C in poleti 34 ° C, z zelo sončnimi uroki. Poletja so vroča in večinoma sončna, zime pa blage in vlažne.
| Podnebni podatki za Bodrum                     | Podnebni podatki za Bodrum | Podnebni podatki za Bodrum | Podnebni podatki za Bodrum | Podnebni podatki za Bodrum | Podnebni podatki za Bodrum | Podnebni podatki za Bodrum | Podnebni podatki za Bodrum | Podnebni podatki za Bodrum | Podnebni podatki za Bodrum | Podnebni podatki za Bodrum | Podnebni podatki za Bodrum | Podnebni podatki za Bodrum | Podnebni podatki za Bodrum |
| Mesec                                          | Jan                        | Feb                        | Mar                        | Apr                        | Maj                        | Jun                        | Jul                        | Avg                        | Sep                        | Okt                        | Nov                        | Dec                        | Letno                      |
| ---------------------------------------------- | -------------------------- | -------------------------- | -------------------------- | -------------------------- | -------------------------- | -------------------------- | -------------------------- | -------------------------- | -------------------------- | -------------------------- | -------------------------- | -------------------------- | -------------------------- |
| Rekordno visoka temperatura °C                 | 23.1                       | 24.0                       | 28.7                       | 30.8                       | 39.0                       | 42.3                       | 46.8                       | 45.0                       | 39.8                       | 38.9                       | 31.0                       | 24.5                       | 46.8                       |
| Povprečna visoka temperatura °C                | 15.2                       | 15.2                       | 17.6                       | 21.1                       | 26.0                       | 31.2                       | 34.2                       | 34.0                       | 30.3                       | 25.6                       | 20.3                       | 16.5                       | 23.9                       |
| Povprečna dnevna temperatura °C                | 11.4                       | 11.3                       | 13.2                       | 16.4                       | 20.9                       | 25.7                       | 28.3                       | 28.0                       | 24.5                       | 20.3                       | 15.8                       | 12.7                       | 19.0                       |
| Povprečna nizka temperatura °C                 | 8.3                        | 8.1                        | 9.7                        | 12.7                       | 16.5                       | 20.8                       | 23.3                       | 23.3                       | 20.3                       | 16.8                       | 12.8                       | 9.8                        | 15.2                       |
| Rekordno nizka temperatura °C                  | −1.6                       | −4.5                       | −1.8                       | 2.8                        | 8.0                        | 12.6                       | 16                         | 18.5                       | 10.8                       | 7.8                        | 2.0                        | 0.2                        | −4.5                       |
| Povprečna količina padavin mm                  | 134.1                      | 107.9                      | 74.0                       | 39.1                       | 18.4                       | 7.5                        | 1.3                        | 8.5                        | 20.8                       | 40.5                       | 97.7                       | 156.2                      | 706                        |
| Povp. št. deževnih dni                         | 12.3                       | 11.2                       | 8.5                        | 6.9                        | 3.7                        | 2.1                        | 1.5                        | 1.0                        | 2.8                        | 5.3                        | 8.8                        | 13.2                       | 77.3                       |
| Povp. št. sončnih ur                           | 148.8                      | 151.2                      | 198.4                      | 225                        | 285.2                      | 318                        | 337.9                      | 322.4                      | 273                        | 223.2                      | 168                        | 139.5                      | 2.790,6                    |
| Vir: Devlet Meteoroloji İşleri Genel Müdürlüğü |                            |                            |                            |                            |                            |                            |                            |                            |                            |                            |                            |                            |                            |

| Podnebni podatki za Temperatura vode v Bodrumu | Podnebni podatki za Temperatura vode v Bodrumu | Podnebni podatki za Temperatura vode v Bodrumu | Podnebni podatki za Temperatura vode v Bodrumu | Podnebni podatki za Temperatura vode v Bodrumu | Podnebni podatki za Temperatura vode v Bodrumu | Podnebni podatki za Temperatura vode v Bodrumu | Podnebni podatki za Temperatura vode v Bodrumu | Podnebni podatki za Temperatura vode v Bodrumu | Podnebni podatki za Temperatura vode v Bodrumu | Podnebni podatki za Temperatura vode v Bodrumu | Podnebni podatki za Temperatura vode v Bodrumu | Podnebni podatki za Temperatura vode v Bodrumu | Podnebni podatki za Temperatura vode v Bodrumu |
| Mesec                                          | Jan                                            | Feb                                            | Mar                                            | Apr                                            | Maj                                            | Jun                                            | Jul                                            | Avg                                            | Sep                                            | Okt                                            | Nov                                            | Dec                                            | Letno                                          |
| ---------------------------------------------- | ---------------------------------------------- | ---------------------------------------------- | ---------------------------------------------- | ---------------------------------------------- | ---------------------------------------------- | ---------------------------------------------- | ---------------------------------------------- | ---------------------------------------------- | ---------------------------------------------- | ---------------------------------------------- | ---------------------------------------------- | ---------------------------------------------- | ---------------------------------------------- |
| Povprečna visoka temperatura °C                | 18.5                                           | 17.0                                           | 16.6                                           | 18.2                                           | 21.0                                           | 24.5                                           | 26.8                                           | 27.4                                           | 26.8                                           | 25.3                                           | 22.0                                           | 19.8                                           | 22.0                                           |
| Povprečna nizka temperatura °C                 | 15.2                                           | 14.9                                           | 15.2                                           | 15.3                                           | 17.6                                           | 21.0                                           | 23.1                                           | 24.5                                           | 23.7                                           | 20.0                                           | 17.2                                           | 15.7                                           | 18.6                                           |
| Vir: seatemperature.org                        |                                                |                                                |                                                |                                                |                                                |                                                |                                                |                                                |                                                |                                                |                                                |                                                |                                                |

## Glavne znamenitosti
Bodrumski grad (tudi grad svetega Petra) je ena glavnih znamenitosti polotoka. Grad so v 15. stoletju zgradili vitezi Hospitalci, zidovi utrdbe pa vsebujejo nekaj kosov ruševin mavzoleja, saj so ga uporabljali kot vir gradbenega materiala. Bodrumski grad ohranja svojo prvotno zasnovo in značaj viteškega obdobja ter odraža gotsko arhitekturo. V njem je tudi Muzej podvodne arheologije, muzej, ki ga je turška vlada leta 1962 odprla zaradi podvodnih odkritij starih brodolomov v Egejskem morju. Leta 2016 je bil grad vpisan na okvirni seznam svetovne dediščine v Turčiji. Grad je od leta 2017 v prenovi in le nekateri deli gradu so dostopni v turistične namene.
Zgrajene v 4. stoletju pred našim štetjem, so ena glavnih znamenitosti Bodruma tudi ruševine mavzoleja v Halikarnasu. Mavzolej je grobnica, ki so jo oblikovali starogrški arhitekti in jo zgradili za Mavzola, satrapa v Ahemenidskem cesarstvu in njegovo sestro-ženo Artemizijo II. Karijsko. Zgradba je bila nekoč opredeljena kot eno od sedmih čudes antičnega sveta, vendar je bila do 12. stoletja n. št. večinoma uničena.  Danes ruševine grobnice še naprej privabljajo domače in mednarodne turiste. Predvideno je, da se ruševine spremenijo v muzej na prostem. Poleg mavzoleja je lepo ohranjeno tudi antično gledališče ter antična vrata proti Myndosu (današnji Gümüşlük z okolico (odprt arheološki park).
Poleg Muzeja podvodne arheologije Bodrum obstajajo na polotoku tudi drugi muzeji. Umetniški muzej Zeki Müren je muzej, posvečen turškemu klasičnemu glasbeniku Zekiju Mürenu. Po njegovi smrti je bila hiša, v kateri je umetnik v zadnjih letih življenja živel v Bodrumu, po odredbi Ministrstva za kulturo preurejena v umetniški muzej in je bila 8. junija 2000 odprta za javnost. Pomorski muzej v Bodrumu je še en muzej v Bodrumu, ki si prizadeva za izvajanje dejavnosti glede razvrščanja, razstave, restavriranja, konzerviranja, shranjevanja in hrambe zgodovinskih dokumentov, del in predmetov, ki so pomembni za pomorsko zgodovino mesta. Mestni muzej Bodrum je manjši muzej v središču mesta, ki predstavlja splošno zgodovino polotoka Bodrum. 
- Gledališče Halikarnasa
- Ruševine mavzoleja v Halikarnasu
- Vhod v Muzej podvodne arheologije
- Zbirka amfor v Muzeju podvodne arheologije
- Kip Zeki Murena v Umetniškem muzeju Zeki Müren
- Ostanki mlinov na veter v bližini Bodruma

## Gospodarstvo
V 20. stoletju je mestno gospodarstvo temeljilo predvsem na ribolovu in potapljanju za spužvami. Čeprav lahko preteklost potapljanja v egejski regiji izsledimo vsaj tri tisoč let, je moderno potapljanje začelo prevladovati v Bodrumu, potem ko so se priseljenci iz Kosa in Krete v mestu naselili v zgodnjih 1920-ih, po izmenjavi prebivalstva med Grčijo in Turčija. V svoji zlati dobi med letoma 1945 in 1965 je bilo v Bodrumu približno 150 čolnov, ki so se ukvarjali s potapljanjem za spužvami. Vendar pa se je zaradi bolezni spužv, proizvodnje umetnih gob in prepoved potapljanja, sčasoma ta donosna industrija končala. 
Z leti je turizem postal ena glavnih dejavnosti in glavni vir dohodka lokalnih skupnosti v Bodrumu. Številnost obiskovalcev je popestrila tudi trgovino na drobno in storitve. Usnjeni izdelki, zlasti tradicionalne pletene sandale, so v mestu dobro znani izdelki. Tudi drugi tradicionalni izdelki, kot so turške slaščice z okusom mandarine, amuleti Nazar in obrt, so glavni spominki, ki so na voljo v mestu.
Poleg majhnih nakupovalnih objektov je v mestu nekaj večjih nakupovalnih središč, kot sta Midtown in Oasis. Obstajajo tudi marine za jahte in majhne ladje, kot so marina Milta Bodrum, D-Marin v Turgutreisu in večkrat nagrajena marina Yalıkavak.
Mimo Bodruma in okoliških ruševin Kızılağaç in Pedasa gre tudi Karijska pot, ki privablja pohodnike tako znotraj kot zunaj Turčije.